# Championnats du monde de boccia 1998
Navigation
Sheffield 1994 Póvoa de Varzim 2002
Les championnats du monde de boccia 1998, quatrième édition des championnats du monde de boccia, ont lieu à New York, aux États-Unis.

## Classification
Les athlètes atteints de handicap moteur grave sont classés en quatre catégories:
- BC1 : athlètes paralysés cérébraux qui peuvent être aidés d’un assistant qui ajuste le fauteuil roulant ou fait passer une boule au joueur.
- BC2 : athlètes paralysés cérébraux qui ne peuvent pas être assistés.
- BC3 : athlètes ayant d’importantes difficultés motrices qui peuvent être aidés d’un assistant ou d'un appareil pour lancer la balle.
- BC4 : athlètes ayant des difficultés motrices autres que la paralysie cérébrale mais qui ont les mêmes difficultés qu'un BC1 ou BC2 et ne peuvent pas être assistés.

## Résultats
| Épreuves           | Or                                                | Argent                                       | Bronze                                                           |
| ------------------ | ------------------------------------------------- | -------------------------------------------- | ---------------------------------------------------------------- |
| Individuel BC1     | ?                                                 | ?                                            | Antonio Marques (POR)                                            |
| Individuel BC2     | ?                                                 | Francisco Beltrán (ESP)                      | Fernando Ferreira (POR)                                          |
| Individuel BC3     | Armando Costa (POR)                               | ?                                            | John Cronin (IRL)                                                |
| Individuel BC4     | Bruno Valentim (POR)                              | ?                                            | Lurdes Santo (POR)                                               |
|                    |                                                   |                                              |                                                                  |
| Paires BC3         | Canada Alison Kabush Monica Martino Paul Gauthier | Espagne Yolanda Martín José Manuel Rodríguez | ?                                                                |
| Paires BC4         | ?                                                 | ?                                            | ?                                                                |
|                    |                                                   |                                              |                                                                  |
| Par équipe BC1–BC2 | ?                                                 | Espagne Francisco Beltrán?                   | Canada Mirane Lanoix-Boyer François Bourbonnière Lance Cryderman |